# Chiesa di San Pietro Apostolo (Genova, Pino)
La chiesa di San Pietro Apostolo è un luogo di culto cattolico di Pino, frazione del comune di Genova, in città metropolitana ed arcidiocesi di Genova; inoltre, è sede della parrocchia omonima del vicariato del Medio-Alto Bisagno.

## Storia
La prima citazione di una chiesa a Pino è da ricercare in un documento redatto del notaio Lanfranco il 7 aprile 1214 nel quale è citato il prete Stefano, che ne era il rettore.
All'inizio del XVI secolo la chiesa di Pino era ancora filiale della chiesa di San Giacomo di Molassana, mentre risultava parrocchiale verso la fine di quel secolo.
La chiesa attuale venne costruita tra il termine del Cinquecento e l'inizio del Seicento. Nel 1772 fu saccheggiata e depredata dalle truppe austriache e, in seguito questo fatto, nel 1772 subì un intervento di restauro promosso dall'arcivescovo Giovanni Lercari.
L'edificio venne nuovamente ristrutturato nel 1887 per interessamento dell'allora parroco don Giuseppe Tealdi e, in quell'occasione, pure affrescata da Giovanni Battista Ghigliotti.
Nel 1991, per adempiere alle disposizioni del Concilio Vaticano II, l'area presbiterale fu modificata con l'aggiunta del nuovo altare rivolto verso l'assemblea.

## Descrizione
La facciata della chiesa presenta uno zoccolo in lastre di marmo bianco alternate a lastre di marmo verde e rosso in modo che si venga creare un disegno geometrico; ai lati del portale s'innalzano due lesene, anch'esse con la medesima combinazione di marmi bianchi, verdi e rossi, che terminano con un arco a tutto sesto, il quale racchiude una lunetta.
L'interno è ad un'unica navata; l'aula termina con il presbiterio rialzato di tre gradini, a sua volta chiuso dall'abside semicircolare